# Liga Campionilor EHF Feminin 2016-2017 - grupele principale
Acest articol descrie al doilea tur al Ligii Campionilor EHF Feminin 2016-2017.

## Echipe calificate
Tabelul de mai jos precizează locurile în grupele preliminare de pe care echipele s-au calificat în grupele principale:
| Grupa | Câștigătoare      | Locul 2         | Locul 3          |
| ----- | ----------------- | --------------- | ---------------- |
| A     | ŽRK Budućnost     | Metz Handball   | Thüringer HC     |
| B     | ŽRK Vardar        | Ferencvárosi TC | GK Astrahanocika |
| C     | Győri Audi ETO KC | CSM București   | FC Midtjylland   |
| D     | RK Krim           | Larvik HK       | Team Esbjerg     |

## Format
În această fază au avansat primele trei echipe din fiecare grupă preliminară. Fiecare echipă și-a păstrat punctele și golaverajul obținute în meciurile directe contra celorlalte echipe calificate din grupă.
În cele două grupe principale echipele au jucat una împotriva celeilalte după sistemul fiecare cu fiecare, în meciuri tur și retur împotriva echipelor cu care nu s-au întâlnit încă. Echipele clasate pe primele patru locuri la sfârșitul acestei faze au avansat în sferturile de finală.

## Grupele
Partidele fazei grupelor principale s-au desfășurat pe 27–29 ianuarie, 3–5 februarie, 10–12 februarie, 24–26 februarie, 3–5 martie și 10–12 martie 2017.

### Grupa 1
| Echipa           | M  | V | E | Î | GM  | GP  | G    | Pct |
| ---------------- | -- | - | - | - | --- | --- | ---- | --- |
| ŽRK Vardar       | 10 | 7 | 1 | 2 | 311 | 279 | +32  | 15  |
| Ferencvárosi TC  | 10 | 6 | 2 | 2 | 290 | 265 | +25  | 14  |
| ŽRK Budućnost    | 10 | 7 | 0 | 3 | 286 | 248 | +38  | 14  |
| Metz Handball    | 10 | 5 | 0 | 5 | 273 | 238 | +35  | 10  |
| Thüringer HC     | 10 | 2 | 1 | 7 | 257 | 286 | −29  | 5   |
| GK Astrahanocika | 10 | 1 | 0 | 9 | 229 | 330 | −101 | 2   |

| 28 ianuarie 2017 19:30 | Metz Handball | 25 - 28 | Ferencvárosi TC | Arènes de Metz, Metz Asistență: 4.163 Arbitri: Praštalo, Todorović |
| 28 ianuarie 2017 19:30 | Gros 9        | (14-13) | Pena Abaurrea 7 | Arènes de Metz, Metz Asistență: 4.163 Arbitri: Praštalo, Todorović |
| 28 ianuarie 2017 19:30 | 4× 2×         | Cronica | 4× 3×           | Arènes de Metz, Metz Asistență: 4.163 Arbitri: Praštalo, Todorović |

| 29 ianuarie 2017 15:00 | Thüringer HC | 34 - 22 | GK Astrahanocika | Wiedigsburghalle, Nordhausen Asistență: 1.600 Arbitri: Johansson, Kliko |
| 29 ianuarie 2017 15:00 | Luzumová 9   | (15-9)  | Sabirova 9       | Wiedigsburghalle, Nordhausen Asistență: 1.600 Arbitri: Johansson, Kliko |
| 29 ianuarie 2017 15:00 | 4× 3×        | Cronica | 8× 3×            | Wiedigsburghalle, Nordhausen Asistență: 1.600 Arbitri: Johansson, Kliko |

| 29 ianuarie 2017 20:30 | ŽRK Budućnost | 28 - 31 | ŽRK Vardar | Centrul Sportiv Morača, Podgorica Asistență: 3.096 Arbitri: Arntsen, Røen |
| 29 ianuarie 2017 20:30 | Neagu 10      | (16-16) | Penezić 8  | Centrul Sportiv Morača, Podgorica Asistență: 3.096 Arbitri: Arntsen, Røen |
| 29 ianuarie 2017 20:30 | 2× 3×         | Cronica | 1× 2×      | Centrul Sportiv Morača, Podgorica Asistență: 3.096 Arbitri: Arntsen, Røen |

| 4 februarie 2017 16:00 | Ferencvárosi TC   | 32 - 24 | Thüringer HC                   | OBO Aréna, Dabas Asistență: 1.300 Arbitri: Kijauskaite, Žaliene |
| 4 februarie 2017 16:00 | patru jucătoare 4 | (15-10) | Houette, Schmelzer, Wohlbold 4 | OBO Aréna, Dabas Asistență: 1.300 Arbitri: Kijauskaite, Žaliene |
| 4 februarie 2017 16:00 | 4× 2×             | Cronica | 6× 3×                          | OBO Aréna, Dabas Asistență: 1.300 Arbitri: Kijauskaite, Žaliene |

| 4 februarie 2017 15:00 | GK Astrahanocika | 21 - 34 | ŽRK Budućnost | Complexul Sportiv Zvezdnîi, Astrahan Asistență: 3.800 Arbitri: Marín, García |
| 4 februarie 2017 15:00 | Sabirova 7       | (9-18)  | Neagu 8       | Complexul Sportiv Zvezdnîi, Astrahan Asistență: 3.800 Arbitri: Marín, García |
| 4 februarie 2017 15:00 | 2× 1×            | Cronica | 2×            | Complexul Sportiv Zvezdnîi, Astrahan Asistență: 3.800 Arbitri: Marín, García |

| 4 februarie 2017 18:30 | ŽRK Vardar    | 23 - 21 | Metz Handball | Centrul Sportiv Jane Sandanski, Skopje Asistență: 4.000 Arbitri: Covalciuc, Covalciuc |
| 4 februarie 2017 18:30 | Damnjanović 5 | (13-11) | Gros 5        | Centrul Sportiv Jane Sandanski, Skopje Asistență: 4.000 Arbitri: Covalciuc, Covalciuc |
| 4 februarie 2017 18:30 | 3× 2×         | Cronica | 3×            | Centrul Sportiv Jane Sandanski, Skopje Asistență: 4.000 Arbitri: Covalciuc, Covalciuc |

| 11 februarie 2017 19:30 | Metz Handball | 37 - 18 | GK Astrahanocika | Arènes de Metz, Metz Asistență: 3.823 Arbitri: Leszczyński, Piechota |
| 11 februarie 2017 19:30 | Sajka 7       | (17-10) | Sabirova 5       | Arènes de Metz, Metz Asistență: 3.823 Arbitri: Leszczyński, Piechota |
| 11 februarie 2017 19:30 | 3×            | Cronica | 5× 2× 1×         | Arènes de Metz, Metz Asistență: 3.823 Arbitri: Leszczyński, Piechota |

| 12 februarie 2017 15:00 | Thüringer HC                        | 29 - 31 | ŽRK Vardar | Wiedigsburghalle, Nordhausen Asistență: 1.500 Arbitri: Florescu, Stoia |
| 12 februarie 2017 15:00 | Aguilar Díaz, Engel, Niederwieser 5 | (13-18) | Penezić 10 | Wiedigsburghalle, Nordhausen Asistență: 1.500 Arbitri: Florescu, Stoia |
| 12 februarie 2017 15:00 | 4× 3×                               | Cronica | 3×         | Wiedigsburghalle, Nordhausen Asistență: 1.500 Arbitri: Florescu, Stoia |

| 12 februarie 2017 20:00 | Budućnost   | 25 - 33 | Ferencvárosi TC | Centrul Sportiv Morača, Podgorica Asistență: 3.000 Arbitri: Tzaferopoulos, Bethmann |
| 12 februarie 2017 20:00 | Bulatović 7 | (9-19)  | Szucsánszki 7   | Centrul Sportiv Morača, Podgorica Asistență: 3.000 Arbitri: Tzaferopoulos, Bethmann |
| 12 februarie 2017 20:00 | 2× 3×       | Cronica | 5× 3×           | Centrul Sportiv Morača, Podgorica Asistență: 3.000 Arbitri: Tzaferopoulos, Bethmann |

| 25 februarie 2017 15:00 | GK Astrahanocika | 26 - 24 | Thüringer HC | Complexul Sportiv Zvezdnîi, Astrahan Asistență: 3.800 Arbitri: Mandák, Rudinský |
| 25 februarie 2017 15:00 | Sabirova 13      | (17-12) | Engel 8      | Complexul Sportiv Zvezdnîi, Astrahan Asistență: 3.800 Arbitri: Mandák, Rudinský |
| 25 februarie 2017 15:00 | 2× 3×            | Cronica | 3×           | Complexul Sportiv Zvezdnîi, Astrahan Asistență: 3.800 Arbitri: Mandák, Rudinský |

| 25 februarie 2017 16:00 | Ferencvárosi TC        | 29 - 23 | Metz Handball          | OBO Aréna, Dabas Asistență: 1.300 Arbitri: Năstase, Stancu |
| 25 februarie 2017 16:00 | Schatzl, Szucsánszki 6 | (15-10) | Horaček, Zaadi Deuna 5 | OBO Aréna, Dabas Asistență: 1.300 Arbitri: Năstase, Stancu |
| 25 februarie 2017 16:00 | 1× 3×                  | Cronica | 4× 3×                  | OBO Aréna, Dabas Asistență: 1.300 Arbitri: Năstase, Stancu |

| 26 februarie 2017 19:30 | ŽRK Vardar | 28 - 31 | Budućnost    | Centrul Sportiv Jane Sandanski, Skopje Asistență: 4.500 Arbitri: Christiansen, Hansen |
| 26 februarie 2017 19:30 | Penezić 6  | (16-17) | Bulatović 14 | Centrul Sportiv Jane Sandanski, Skopje Asistență: 4.500 Arbitri: Christiansen, Hansen |
| 26 februarie 2017 19:30 | 3× 2×      | Cronica | 3×           | Centrul Sportiv Jane Sandanski, Skopje Asistență: 4.500 Arbitri: Christiansen, Hansen |

| 5 martie 2017 16:00 | Thüringer HC | 29 - 29 | Ferencvárosi TC   | Wiedigsburghalle, Nordhausen Asistență: 1.800 Arbitri: Antić, Jakovljević |
| 5 martie 2017 16:00 | Luzumová 12  | (15-17) | Szöllősi Zácsik 6 | Wiedigsburghalle, Nordhausen Asistență: 1.800 Arbitri: Antić, Jakovljević |
| 5 martie 2017 16:00 | 2× 3×        | Cronica | 2× 3×             | Wiedigsburghalle, Nordhausen Asistență: 1.800 Arbitri: Antić, Jakovljević |

| 5 martie 2017 16:00 | Metz Handball | 42 - 28 | ŽRK Vardar | Arènes de Metz, Metz Asistență: 4.602 Arbitri: Brkić, Jusufhodžić |
| 5 martie 2017 16:00 | Gros 12       | (19-16) | Penezić 10 | Arènes de Metz, Metz Asistență: 4.602 Arbitri: Brkić, Jusufhodžić |
| 5 martie 2017 16:00 | 2× 3×         | Cronica | 6× 2×      | Arènes de Metz, Metz Asistență: 4.602 Arbitri: Brkić, Jusufhodžić |

| 5 martie 2017 20:00 | Budućnost       | 38 - 20 | GK Astrahanocika | Centrul Sportiv Morača, Podgorica Asistență: 500 Arbitri: Vranes, Wenninger |
| 5 martie 2017 20:00 | Cvijić, Neagu 5 | (18-11) | Postnova 6       | Centrul Sportiv Morača, Podgorica Asistență: 500 Arbitri: Vranes, Wenninger |
| 5 martie 2017 20:00 | 5× 3×           | Cronica | 3×               | Centrul Sportiv Morača, Podgorica Asistență: 500 Arbitri: Vranes, Wenninger |

| 11 martie 2017 15:00 | GK Astrahanocika        | 20 - 28 | Metz Handball        | Complexul Sportiv Zvezdnîi, Astrahan Asistență: 4.000 Arbitri: Christidi, Papamattheou |
| 11 martie 2017 15:00 | Highirinova, Postnova 4 | (13-11) | Smits, Zaadi Deuna 5 | Complexul Sportiv Zvezdnîi, Astrahan Asistență: 4.000 Arbitri: Christidi, Papamattheou |
| 11 martie 2017 15:00 | 7× 2× 1×                | Cronica | 3× 2×                | Complexul Sportiv Zvezdnîi, Astrahan Asistență: 4.000 Arbitri: Christidi, Papamattheou |

| 11 martie 2017 16:00 | Ferencvárosi TC | 23 - 24 | Budućnost          | OBO Aréna, Dabas Asistență: 1.300 Arbitri: Erdoğan, Özdeniz |
| 11 martie 2017 16:00 | Jovanović 6     | (8-9)   | Bulatović, Neagu 7 | OBO Aréna, Dabas Asistență: 1.300 Arbitri: Erdoğan, Özdeniz |
| 11 martie 2017 16:00 | 2×              | Cronica | 6× 2×              | OBO Aréna, Dabas Asistență: 1.300 Arbitri: Erdoğan, Özdeniz |

| 11 martie 2017 18:30 | ŽRK Vardar  | 36 - 26 | Thüringer HC | Centrul Sportiv Jane Sandanski, Skopje Asistență: 2.000 Arbitri: Panayides, Andreou |
| 11 martie 2017 18:30 | Radičević 9 | (19-12) | Luzumová 7   | Centrul Sportiv Jane Sandanski, Skopje Asistență: 2.000 Arbitri: Panayides, Andreou |
| 11 martie 2017 18:30 | 1× 3×       | Cronica | 3×           | Centrul Sportiv Jane Sandanski, Skopje Asistență: 2.000 Arbitri: Panayides, Andreou |

### Grupa a 2-a
| Echipa            | M  | V | E | Î | GM  | GP  | G   | Pct |
| ----------------- | -- | - | - | - | --- | --- | --- | --- |
| Győri Audi ETO KC | 10 | 8 | 1 | 1 | 305 | 234 | +71 | 17  |
| Larvik HK         | 10 | 5 | 2 | 3 | 279 | 271 | +8  | 12  |
| CSM București     | 10 | 5 | 1 | 4 | 265 | 257 | +8  | 11  |
| FC Midtjylland    | 10 | 5 | 0 | 5 | 250 | 241 | +9  | 10  |
| RK Krim           | 10 | 3 | 0 | 7 | 238 | 290 | −52 | 6   |
| Team Esbjerg      | 10 | 2 | 0 | 8 | 251 | 295 | −44 | 4   |

| 27 ianuarie 2017 19:30 | CSM București | 26 - 26 | Larvik HK  | Sala Polivalentă, București Asistență: 4.973 Arbitri: Bounouara, Sami |
| 27 ianuarie 2017 19:30 | Gulldén 6     | (12-13) | Kurtović 7 | Sala Polivalentă, București Asistență: 4.973 Arbitri: Bounouara, Sami |
| 27 ianuarie 2017 19:30 | 2× 3×         | Cronica | 3×         | Sala Polivalentă, București Asistență: 4.973 Arbitri: Bounouara, Sami |

| 28 ianuarie 2017 17:30 | Győri Audi ETO KC | 39 - 22 | RK Krim           | Audi Aréna, Győr Asistență: 5.103 Arbitri: Vranes, Wenninger |
| 28 ianuarie 2017 17:30 | Görbicz 7         | (20-9)  | Milanović-Litre 7 | Audi Aréna, Győr Asistență: 5.103 Arbitri: Vranes, Wenninger |
| 28 ianuarie 2017 17:30 | 4× 2×             | Cronica | 6× 3×             | Audi Aréna, Győr Asistență: 5.103 Arbitri: Vranes, Wenninger |

| 29 ianuarie 2017 16:00 | FC Midtjylland | 38 - 26 | Team Esbjerg      | Ikast-Brande Arena, Ikast Asistență: 2.049 Arbitri: Brehmer, Skowronek |
| 29 ianuarie 2017 16:00 | Jørgensen 12   | (17-19) | van der Heijden 6 | Ikast-Brande Arena, Ikast Asistență: 2.049 Arbitri: Brehmer, Skowronek |
| 29 ianuarie 2017 16:00 | 2×             | Cronica | 2× 1×             | Ikast-Brande Arena, Ikast Asistență: 2.049 Arbitri: Brehmer, Skowronek |

| 4 februarie 2017 18:00 | RK Krim            | 21 - 24 | CSM București | Arena Stožice, Ljubljana Asistență: 1.560 Arbitri: Pandžić, Mosorinski |
| 4 februarie 2017 18:00 | Benko, Georgijev 5 | (9-14)  | Gulldén 6     | Arena Stožice, Ljubljana Asistență: 1.560 Arbitri: Pandžić, Mosorinski |
| 4 februarie 2017 18:00 | 2× 3×              | Cronica | 3×            | Arena Stožice, Ljubljana Asistență: 1.560 Arbitri: Pandžić, Mosorinski |

| 4 februarie 2017 18:00 | Larvik HK  | 24 - 22 | FC Midtjylland | Boligmappa Arena Larvik, Larvik Asistență: 1.777 Arbitri: Kurtagić, Wetterwik |
| 4 februarie 2017 18:00 | Kurtović 9 | (9-11)  | Jørgensen 10   | Boligmappa Arena Larvik, Larvik Asistență: 1.777 Arbitri: Kurtagić, Wetterwik |
| 4 februarie 2017 18:00 | 3× 2×      | Cronica | 2× 3×          | Boligmappa Arena Larvik, Larvik Asistență: 1.777 Arbitri: Kurtagić, Wetterwik |

| 5 februarie 2017 17:50 | Team Esbjerg | 26 - 32 | Győri Audi ETO KC | Blue Water Dokken, Esbjerg Asistență: 1.820 Arbitri: Bonaventura, Bonaventura |
| 5 februarie 2017 17:50 | Alm 9        | (12-14) | Görbicz 11        | Blue Water Dokken, Esbjerg Asistență: 1.820 Arbitri: Bonaventura, Bonaventura |
| 5 februarie 2017 17:50 | 1× 3×        | Cronica | 2× 1×             | Blue Water Dokken, Esbjerg Asistență: 1.820 Arbitri: Bonaventura, Bonaventura |

| 11 februarie 2017 16:30 | FC Midtjylland | 28 - 19 | RK Krim      | Ikast-Brande Arena, Ikast Asistență: 1.386 Arbitri: Schulze, Tönnies |
| 11 februarie 2017 16:30 | Jørgensen 7    | (13-11) | Bajramoska 7 | Ikast-Brande Arena, Ikast Asistență: 1.386 Arbitri: Schulze, Tönnies |
| 11 februarie 2017 16:30 | 1× 2×          | Cronica | 4× 2×        | Ikast-Brande Arena, Ikast Asistență: 1.386 Arbitri: Schulze, Tönnies |

| 12 februarie 2017 19:00 | Győri Audi ETO KC | 27 - 27 | Larvik HK   | Audi Aréna, Győr Asistență: 5.273 Arbitri: Alpaidze, Berezkina |
| 12 februarie 2017 19:00 | Mørk 7            | (9-11)  | Kurtović 10 | Audi Aréna, Győr Asistență: 5.273 Arbitri: Alpaidze, Berezkina |
| 12 februarie 2017 19:00 | 2× 3×             | Cronica | 4× 2×       | Audi Aréna, Győr Asistență: 5.273 Arbitri: Alpaidze, Berezkina |

| 12 februarie 2017 18:00 | CSM București | 33 - 25 | Team Esbjerg | Sala Dinamo, București Asistență: 2.538 Arbitri: Gousko, Repkin |
| 12 februarie 2017 18:00 | Martín 6      | (17-13) | Alm 7        | Sala Dinamo, București Asistență: 2.538 Arbitri: Gousko, Repkin |
| 12 februarie 2017 18:00 | 1× 3×         | Cronica | 2× 3×        | Sala Dinamo, București Asistență: 2.538 Arbitri: Gousko, Repkin |

| 25 februarie 2017 18:00 | Larvik HK  | 35 - 33 | CSM București | Boligmappa Arena Larvik, Larvik Asistență: 2.277 Arbitri: Jurinović, Mrvica |
| 25 februarie 2017 18:00 | Kurtović 8 | (18-18) | Martín 8      | Boligmappa Arena Larvik, Larvik Asistență: 2.277 Arbitri: Jurinović, Mrvica |
| 25 februarie 2017 18:00 | 2×         | Cronica | 3×            | Boligmappa Arena Larvik, Larvik Asistență: 2.277 Arbitri: Jurinović, Mrvica |

| 25 februarie 2017 20:15 | RK Krim | 17 - 34 | Győri Audi ETO KC | Arena Stožice, Ljubljana Asistență: 1.800 Arbitri: Baumgart, Wild |
| 25 februarie 2017 20:15 | Koren 4 | (10-18) | Görbicz 10        | Arena Stožice, Ljubljana Asistență: 1.800 Arbitri: Baumgart, Wild |
| 25 februarie 2017 20:15 | 5× 3×   | Cronica | 3×                | Arena Stožice, Ljubljana Asistență: 1.800 Arbitri: Baumgart, Wild |

| 26 februarie 2017 17:50 | Team Esbjerg | 22 - 21 | FC Midtjylland | Blue Water Dokken, Esbjerg Asistență: 1.704 Arbitri: Ilieva, Karbeska |
| 26 februarie 2017 17:50 | Alm 7        | (14-11) | Friis 7        | Blue Water Dokken, Esbjerg Asistență: 1.704 Arbitri: Ilieva, Karbeska |
| 26 februarie 2017 17:50 | 1× 3×        | Cronica | 1× 3×          | Blue Water Dokken, Esbjerg Asistență: 1.704 Arbitri: Ilieva, Karbeska |

| 3 martie 2017 20:00 | CSM București | 28 - 26 | RK Krim           | Sala Polivalentă, București Asistență: 4.800 Arbitri: Alpaidze, Berezkina |
| 3 martie 2017 20:00 | Gulldén 4     | (14-11) | patru jucătoare 4 | Sala Polivalentă, București Asistență: 4.800 Arbitri: Alpaidze, Berezkina |
| 3 martie 2017 20:00 | 3×            | Cronica | 2×                | Sala Polivalentă, București Asistență: 4.800 Arbitri: Alpaidze, Berezkina |

| 4 martie 2017 19:30 | FC Midtjylland | 24 - 28 | Larvik HK  | Ikast-Brande Arena, Ikast Asistență: 1.972 Arbitri: Vujačić, Kažanegra |
| 4 martie 2017 19:30 | Jørgensen 9    | (11-18) | Kurtović 7 | Ikast-Brande Arena, Ikast Asistență: 1.972 Arbitri: Vujačić, Kažanegra |
| 4 martie 2017 19:30 | 3×             | Cronica | 2×         | Ikast-Brande Arena, Ikast Asistență: 1.972 Arbitri: Vujačić, Kažanegra |

| 5 martie 2017 18:00 | Győri Audi ETO KC         | 33 - 22 | Team Esbjerg | Audi Aréna, Győr Asistență: 5.143 Arbitri: Marić, Mašić |
| 5 martie 2017 18:00 | Amorim Taleska, Görbicz 6 | (17-11) | Alm 8        | Audi Aréna, Győr Asistență: 5.143 Arbitri: Marić, Mašić |
| 5 martie 2017 18:00 | 2×                        | Cronica | 4× 3×        | Audi Aréna, Győr Asistență: 5.143 Arbitri: Marić, Mašić |

| 11 martie 2017 18:00 | RK Krim          | 21 - 27 | FC Midtjylland | Arena Stožice, Ljubljana Asistență: 1.100 Arbitri: Bennani, Bennani |
| 11 martie 2017 18:00 | Benko, Jeriček 4 | (9-10)  | Kristiansen 9  | Arena Stožice, Ljubljana Asistență: 1.100 Arbitri: Bennani, Bennani |
| 11 martie 2017 18:00 | 2× 3×            | Cronica | 3× 2×          | Arena Stožice, Ljubljana Asistență: 1.100 Arbitri: Bennani, Bennani |

| 12 martie 2017 16:00 | Team Esbjerg | 20 - 25 | CSM București      | Blue Water Dokken, Esbjerg Asistență: 1.458 Arbitri: Brunovský, Čanda |
| 12 martie 2017 16:00 | Karlsson 5   | (7-12)  | Brădeanu, Martín 5 | Blue Water Dokken, Esbjerg Asistență: 1.458 Arbitri: Brunovský, Čanda |
| 12 martie 2017 16:00 | 1× 2×        | Cronica | 1× 2×              | Blue Water Dokken, Esbjerg Asistență: 1.458 Arbitri: Brunovský, Čanda |

| 12 martie 2017 18:00 | Larvik HK           | 25 - 26 | Győri Audi ETO KC      | Boligmappa Arena Larvik, Larvik Asistență: 3.517 Arbitri: Mandák, Rudinský |
| 12 martie 2017 18:00 | Riegelhuth Koren 11 | (12-14) | Amorim Taleska, Mørk 6 | Boligmappa Arena Larvik, Larvik Asistență: 3.517 Arbitri: Mandák, Rudinský |
| 12 martie 2017 18:00 | 2× 3×               | Cronica | 3×                     | Boligmappa Arena Larvik, Larvik Asistență: 3.517 Arbitri: Mandák, Rudinský |